# Bảo tàng Không gian và Hàng không Evergreen
Bảo tàng Không gian và Hàng không Evergreen (tiếng Anh: Evergreen Aviation & Space Museum) là một bảo tàng hàng không trưng bày một số các chủng loại phi cơ, phi thuyền quân sự và dân sự, nổi bật nhất là chiếc Hughes H-4 Hercules "Con ngỗng cây" (Spruce Goose). Bảo tàng nằm trong thành phố McMinnville, Oregon, phía bên kia đường là tổng hành dinh của Evergreen International Aviation, công ty mẹ của viện bảo tàng. Xa lộ Oregon 18 phân cách viện bảo tàng với Phi trường Thành phố McMinnville. Một rạp chiếu phim IMAX mở cửa năm 2007, và phòng triển lãm thứ hai tập trung vào hỏa tiễn đạn đạo liên lục địa Titan II và kỹ thuật không gian mở cửa vào năm 2008.

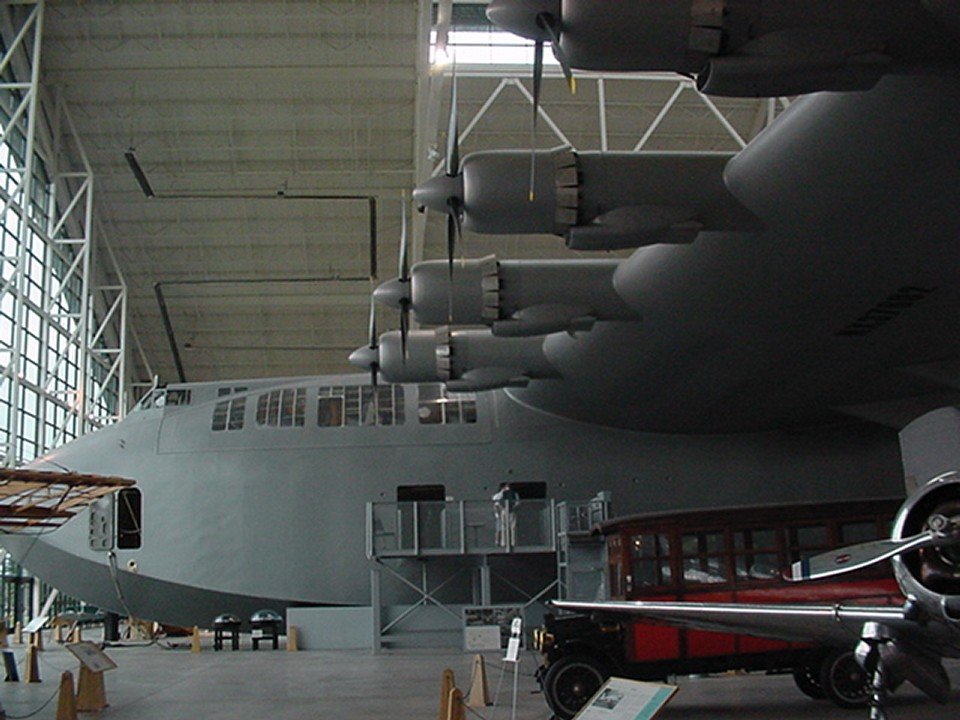
Phi cơ H-4 Hercules

## Lịch sử
Đầu tiên là do mơ ước của Cơ trưởng Michael King Smith, con trai của nhà sáng lập công ty "Evergreen International Aviation", Delford Smith, Bảo tàng Không gian và Hàng không Evergreen là việc thực hiện giấc mơ của ông. Bảo tàng lúc mới bắt đầu chỉ có một số nhỏ phi cơ cũ kỹ trưng bày trong một nhà chứa phi cơ ở tổng hành dinh và nó được gọi là Bảo tàng Evergreen. Vào tháng 3 năm 1990, chủ hiện tại của chiếc phi cơ Spruce Goose là Công ty Walt Disney thông báo rằng họ chuẩn bị đóng cửa cơ sở triển lãm ở Long Beach, California. Hội hàng không miền Nam California được thông báo và họ nhanh chóng bắt đầu tìm kiếm một nơi khác để chứa chiếc phi cơ Spruce Goose. Năm 1992, Bảo tàng Evergreen thắng thầu nhờ vào lời đề nghị xây một bảo tàng quanh chiếc phi cơ này và đặt nó làm vật trưng bày triển lãm chính.
Việc tháo gỡ chiếc phi cơ này bắt đầu vào tháng 8 năm 1992. Chiếc phi cơ được tháo rời và chở bằng tàu theo duyên hải lên đến sông Columbia từ Long Beach, California đến Portland, Oregon. Tại Portland, nó được chở qua sông Willamette đến Dayton, Oregon là nơi nó được chuyển lên các xe chở hàng và đưa đến Công ty "Evergreen International Aviation". Nó đến nơi vào tháng 2 năm 1993.
Trong 8 năm tiếp theo, chiếc phi cơ được trùng tu từng chi tiết. Các tình nguyện viên đã cạo sạch sơn củ và sơn mới lại hoàn toàn chiếc phi cơ. Đây chỉ là một phần nhỏ của công việc trùng tu chiếc phi cơ.
Vào tháng 9 năm 2000, các phần chính của phi cơ đã được hoàn thiện. Thân phi cơ, cánh và đuôi được chở ngang qua xa lộ và đưa vào tòa nhà bảo tàng mới vừa xây xong. Một năm kế tiếp, người ta phải dành nhiều thì giờ để lắp ráp cánh, đuôi và thân phi cơ. Mọi việc hoàn tất đúng thời gian kịp cho lễ khánh thành bảo tàng vào ngày 6 tháng 6 năm 2001. Các bộ điều khiển bề mặt (như bánh lái đuôi, cánh điều khiển nghiêng trái phải, cánh điều khiển lên xuống) được lắp rắp sau đó. Mãnh cuối cùng được lắp rắp vào ngày 7 tháng 12 năm 7, 2001.
Bảo tàng Evergreen được đặt tên lại là Evergreen AirVenture Museum (có nghĩa Bảo tàng Thám hiểm Hàng không Evergreen) năm 1994. Năm 1997, tên lại được đổi một lần nữa thành Trung tâm Giáo dục Hàng không Evergreen Cơ trưởng Michael King Smith.

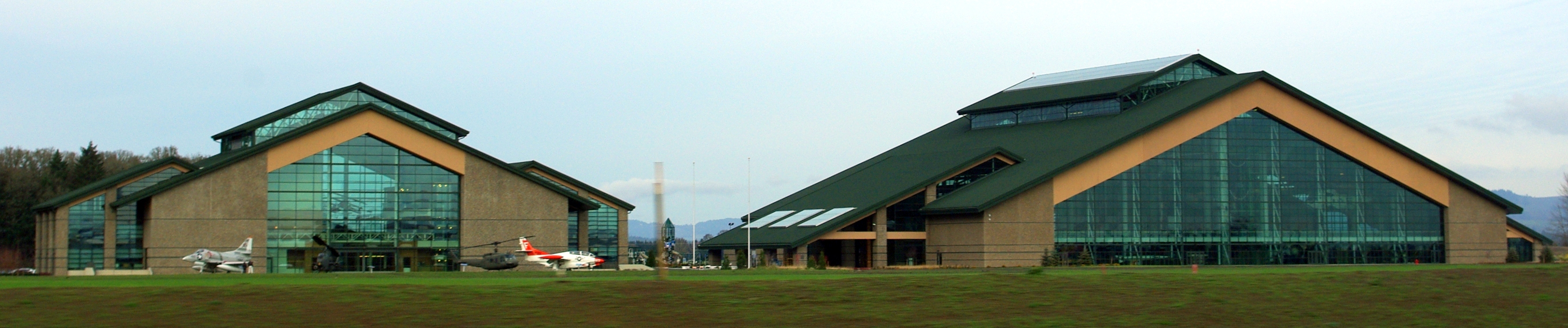
Các tòa nhà mới của bảo tàng; nhà chiếu phim IMAX bên trái, phần dành cho không gian bên phải

Rạp chiếu phim Evergreen IMAX được hoàn thành năm 2007 sau nhiều lần trì hoãn (ban đầu, dự định hoàn thành vào nữa cuối năm 2006).
Michael K. Smith mất sau một vụ tai nạn xe hơi năm 1995.  Chiếc F-15 trưng bày trên đường đi bộ trước tổng hành dinh của công ty Evergreen International Aviation (phía bên kia xa lộ từ bảo tàng) và một tượng đồng mới đặt giữa lối đi từ tòa nhà không gian và tòa nhà hàng không là để tưởng niệm ông.
Hiện nay có hai trung tâm trưng bày chính và lớn mở cửa cho công chúng. Trung tâm thứ nhất là nơi trưng bày về hàng không, có chiếc phi cơ Spruce Goose và các loại phi cơ khác. Trung tâm thứ hai trưng bày về chuyến bay không gian nằm trong một tòa nhà khác, mới và tương tự với tòa nhà trưng bày hàng không. Trung tâm hiện tại trưng bày về chuyến bay không gian có SR-71 Blackbird, trước đây nằm bên dưới một chiếc cánh của Spruce Goose. Bảo tàng dự định trưng bày một trong những chiếc phi thuyền con thoi trong tương lai khi chúng không còn được sử dụng nữa. Các máy thử bay điện tử để tập đáp phi thuyền con thoi cũng như đổ bến không gian hay đáp lên mặt trăng được sẵn sàng cho khách du lịch sử dụng.
Tòa nhà trưng bày mới nhất nằm ngay phía đông của tòa nhà rạp phim IMAX nhỏ hơn. Hỏa tiễn Titan II (chưa từng bay) nằm ngang bên ngoài trong lúc xây dựng và nằm gần tòa nhà chuyến bay không gian. Hiện nay hỏa tiễn này đã được dựng đứng lên theo cấu trúc xây dựng đặc biệt để trưng bày.

## Trưng bày chính yếu
- Beechcraft Starship
- Bell AH-1 Cobra
- Blériot XI tái chế

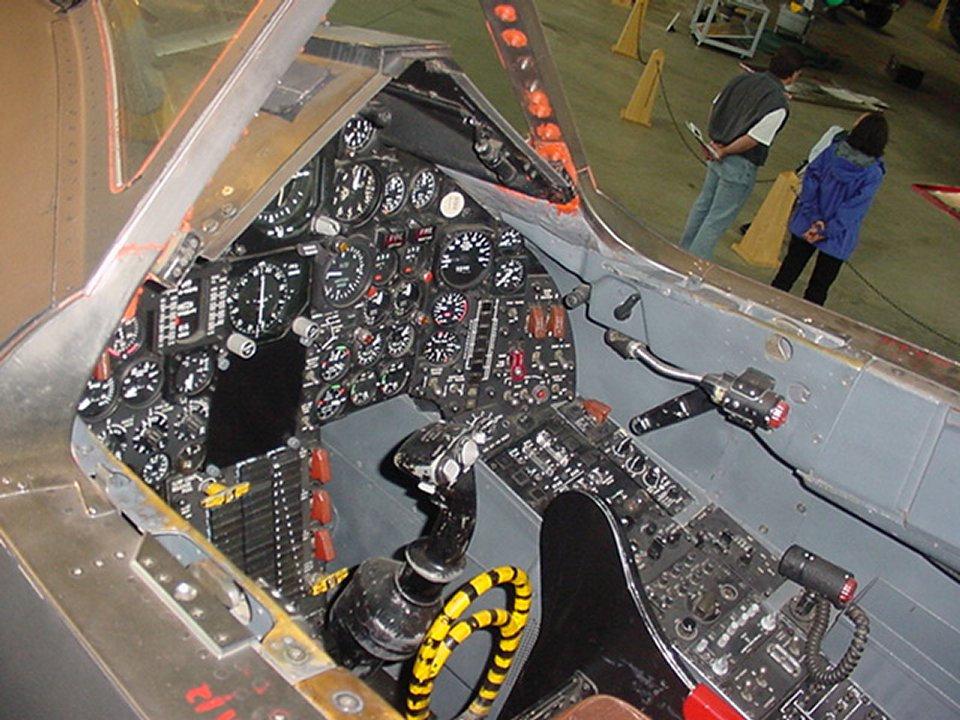
SR-71 instrument panel

- Boeing B-17G Flying Fortress 44-83785
- de Havilland D.H.-100 Vampire Mk.52
- Douglas A-4 Skyhawk
- Douglas C-47
- Douglas DC-3A
- Ford 5-AT-B Tri-Motor Tin Goose
- Foton-6 Space Capsule (tàu không gian của Nga)
  - phiên bản không người lái của Vostok spacecraft.
- General Motors TBM-3E Avenger
- Gorgon 2A missile
- Grumman F-14 Tomcat
- Grumman F-9 Cougar
- Goodyear FG-1 Corsair 92095
- Hughes H-4 Hercules (tàu bay với hai cánh lớn nhất chưa từng chế tạo)
- Lockheed D-21D (# 534, phi cơ không người lái dựa theo mẫu phi cơ Blackbird)
- Lockheed P-38L Lightning 44-53186
- Lockheed SR-71A Blackbird
  - Loại phi cơ Blackbird này một trong số ba loại được NASA và Không lực Hoa Kỳ tái sử dụng năm 1995. Chuyến bay cuối cùng là vào ngày 1 tháng 2 năm 1996.[1]
- Martin Titan II SLV Space Launch Vehicle
  - Hỏa tiễn đặc biệt này là hỏa tiễn cuối cùng trong số 13 hỏa tiễn Titan II được chọn để cải biến phục vụ phóng các vệ tinh theo dõi thời tiết. Hỏa tiễn này là hỏa tiễn duy nhất không được phóng.
- McDonnell Douglas F-15A Eagle
  - Phi cơ này được trưng bày trên lối đi tại tổng hành dinh công ty để tưởng niệm Michael King Smith
- McDonnell Douglas F-4 Phantom II
- Mercury Space Capsule
- Messerschmitt Bf 109G-10/U-4 610937
- Mikoyan i Guryevich MiG-17A "Fresco" (phiên bản thật của Nga)
- Mikoyan Guryevich MiG-29 "Fulcrum"
- NASA X-38 V-131R
- North American B-25J 44-86725
- North American F-100 Super Sabre
- North American P-51D Mustang
- North American X-15
- Northrop T-38A Talon
- Pratt & Whitney R-4360 Engine (động cơ của chiếc Spruce Goose) (2 động cơ được trình bày, một cái tháo ra cho thấy bên trong)
- RD-107 engine
- Redstone rocket
- Republic F-105 Thunderchief
- Republic-Ford JB-2) (Hỏa tiễn V-1, phiên bản Mỹ)
- Sikorsky SH-3D Sea King
- Sopwith Camel (mô hình)
- Sputnik (mô hình)
- Supermarine Spitfire Mk. XVI
- Hỏa tiễn V-2 (mô hình)
- Wright Flyer tái chế

Ngoài ra còn có nhiều động cơ phi cơ khác nhau được trình bày tại đây. Phòng trưng bày còn có nhiều loại phi cơ trực thăng.

## Hình ảnh

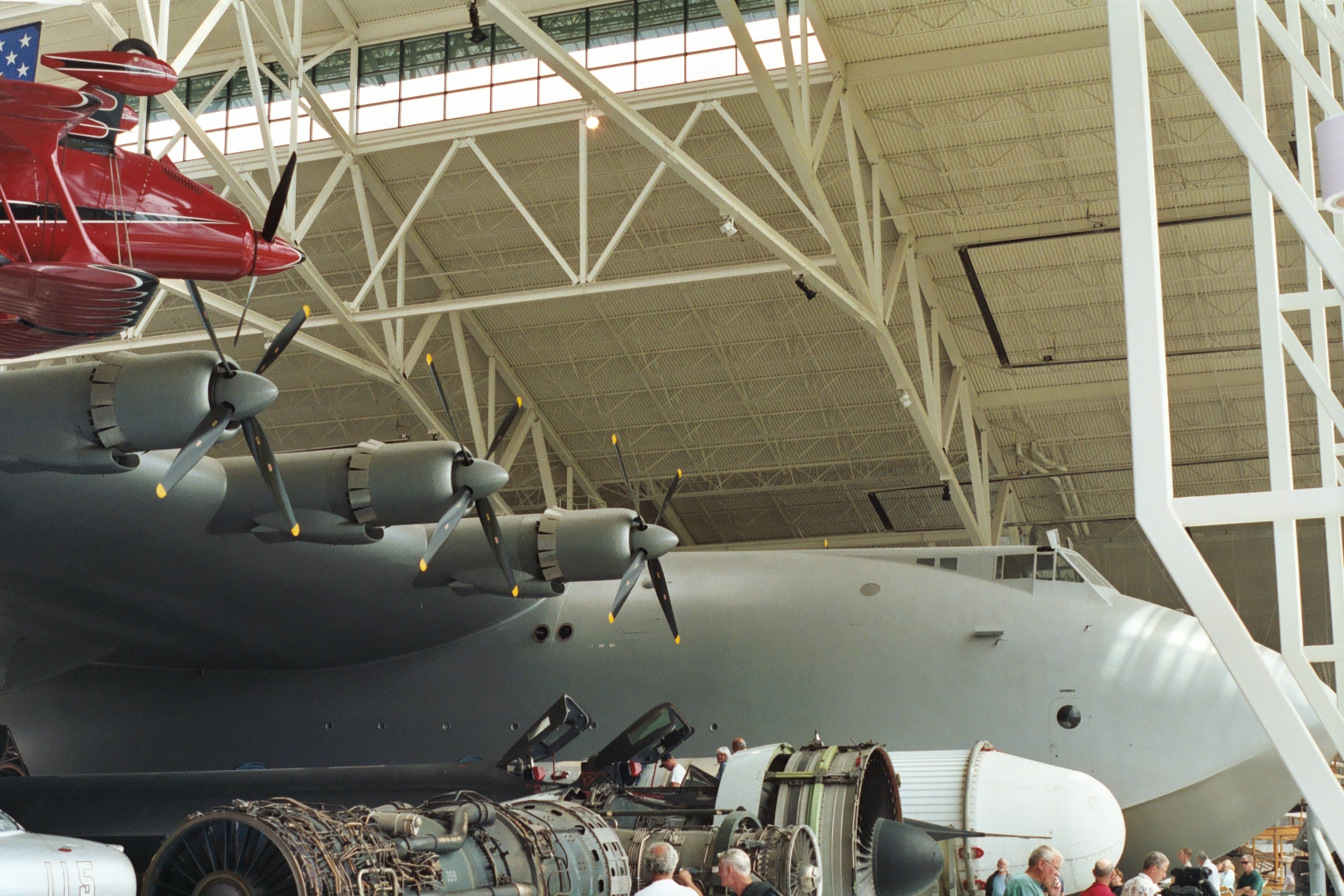
Thân, phòng lái và bốn động cơ của chiếc "Spruce Goose"
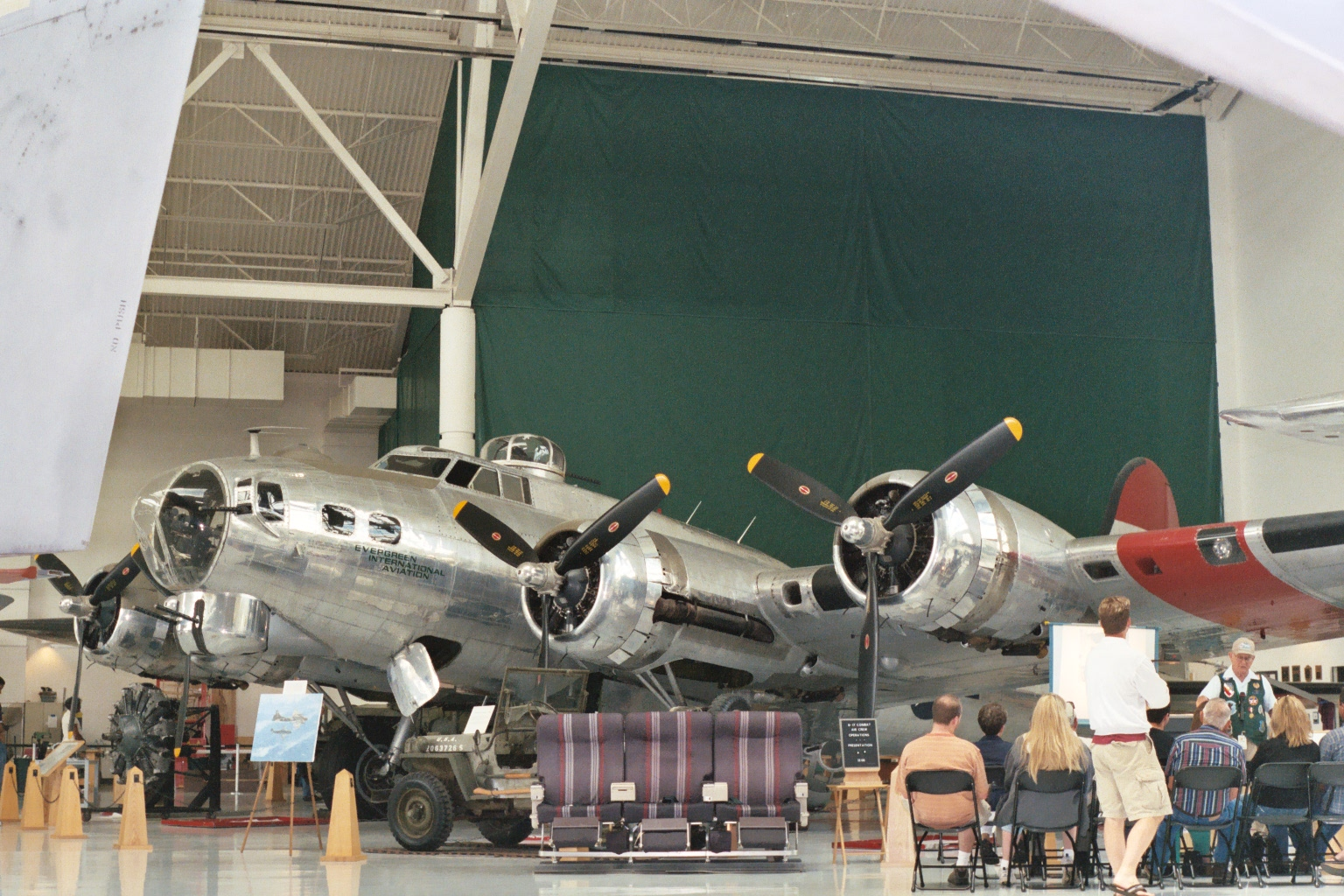
B-17G-95DL 44-83785
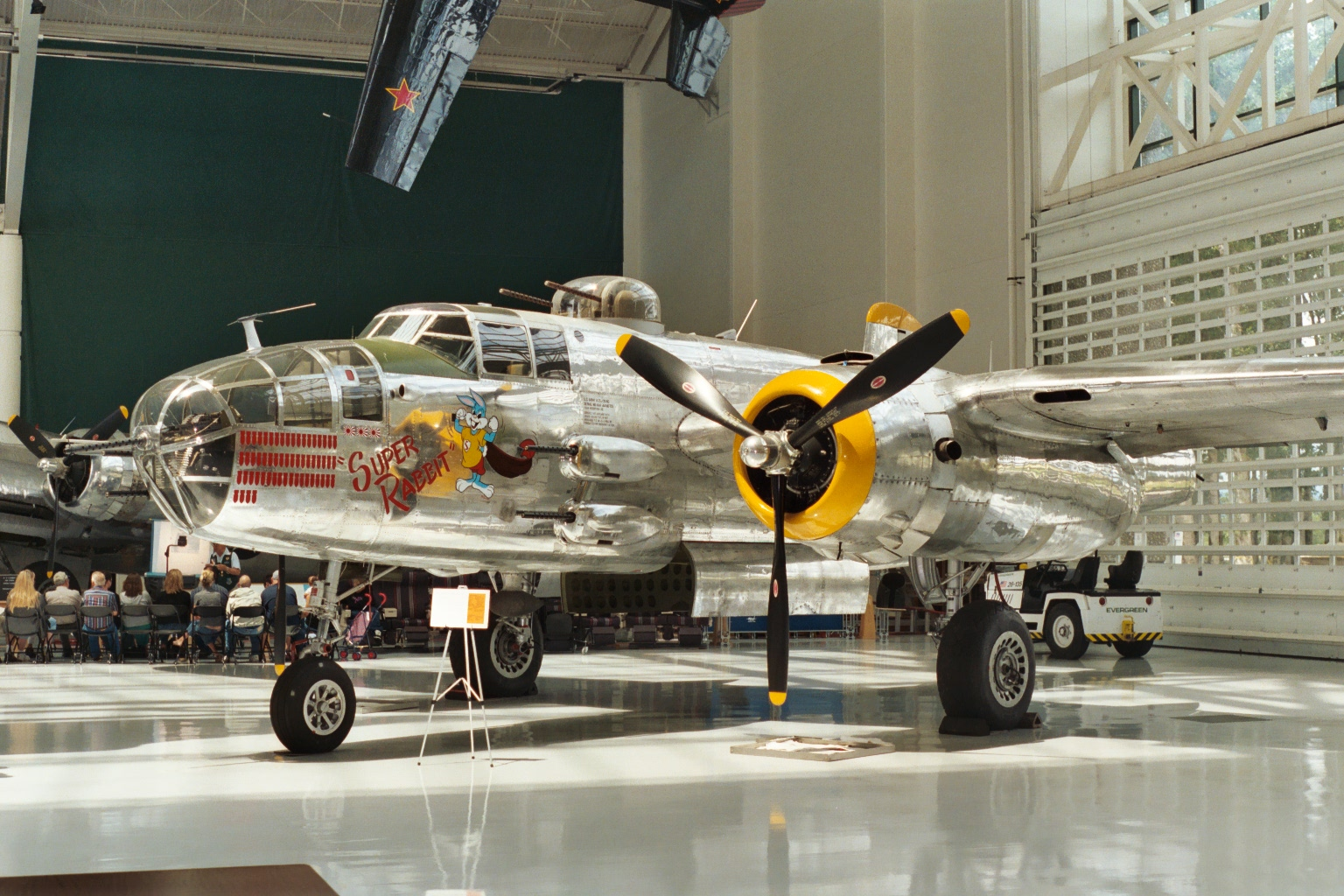
B-25J-32NC 44-86725 Super Rabbit
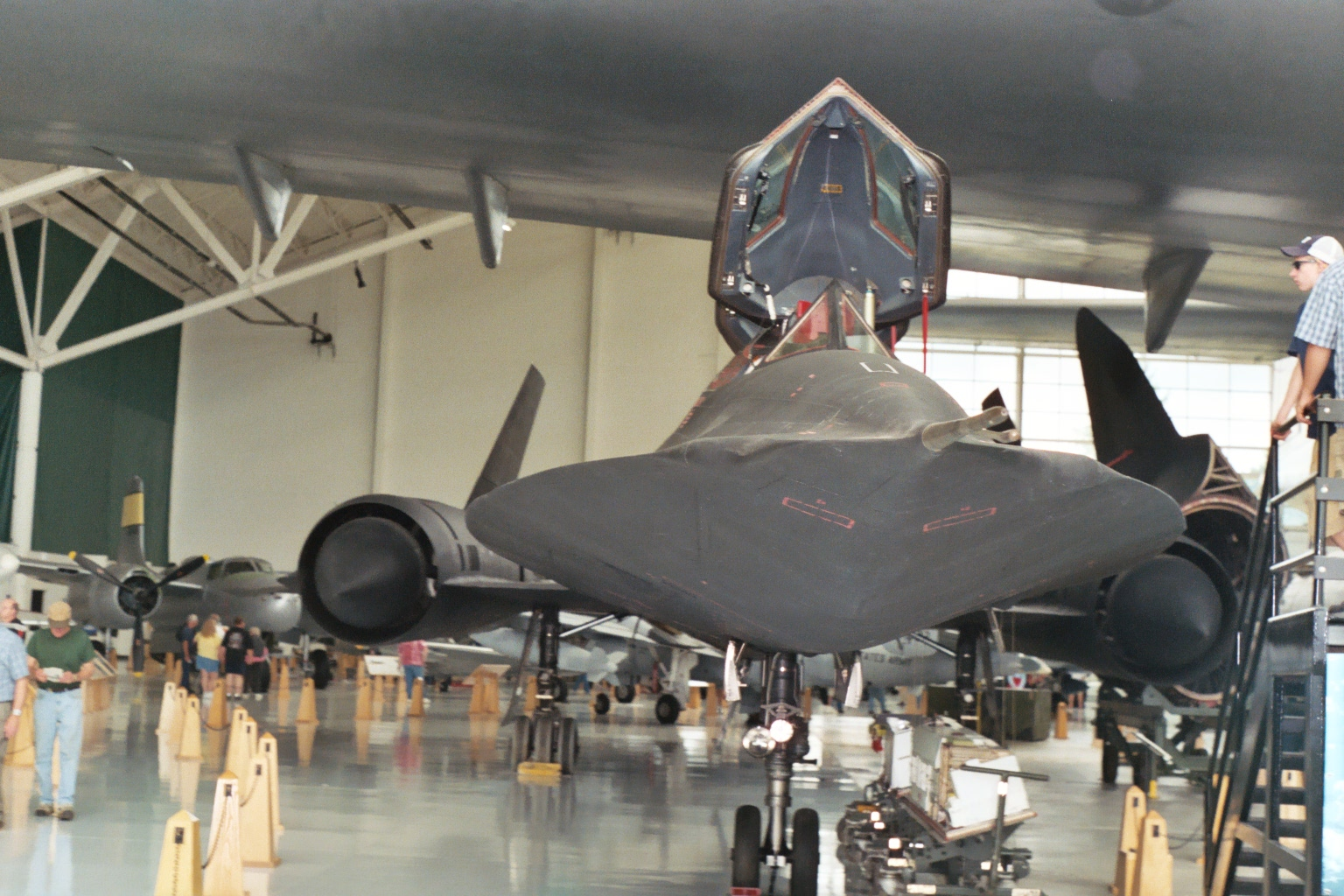
Một chiếc SR-71 Blackbird nằm bên dưới cánh của chiếc "Spruce Goose"